# Balneari de la Font Pudosa
El balneari de la Puda també anomenat balneari de la Font Puda o de manera metonímica Font Pudosa o La Puda és un monument protegit com a bé cultural d'interès local del municipi de Banyoles (Pla de l'Estany). Va ser bastit el 1862 al costat de la font Pudosa, d'aigua sulfurosa càlcica freda. En l'actualitat es troba en un estat ruïnós. El 2014 es va crear una associació «Els amics de la Puda» amb l'ànim de reactivar el paratge de la font.
Dins del període del neoclassicisme l'edifici pertany a la tipologia de l'arquitectura de mestres d'obres. L'edifici es compon de dos cossos ben diferenciats: el cos del davant, utilitzat com residència és de forma quadro-rectangular i el cos dedicat als banys, de forma allargada i adossat a la façana. L'entrada del cos residencial dona a l'est. És de façana llisa i configurada per dos registres. Tots els elements es troben col·locats dins d'una simetria i es troben emmarcats per senzilles motllures practicades a imitació dels antics emmarcaments. Les finestres són totalment rectangulars i les portes són acabades en arc rodó rebaixat. El conjunt de línies rectes que presenta l'edifici són suavitzades mitjançant el remat d'una balustrada cega.

## Història
Hi ha esments escrits de la Font Puda des del segle xv. La seva aigua s'utilitzava amb finalitats curatives i fins i tot va ser comercialitzada en temps moderns. L'any 1829 l'ajuntament construí una font artificial i una placeta pública. Els malalts o turistes portaven importants recursos econòmics a un poble en aquells moments molt necessitat. Inicialment el balneari era solament una senzilla caseta amb un parell de banyeres (1847). Després, degut a l'èxit assolit per les seves aigües es va construir una nova font i l'edifici actual (1862). Des d'aquest balneari, es va desenvolupar el turisme a Banyoles.
Actualment l'arquitecte banyolí, Andreu Fabra, presenta un projecte de recuperació. Des del 2014, l'associació Els amics de la Puda desenvolupa un projecte de rehabilitació del lloc per tal de fer-la conèixer a les noves generacions: reintegrar-la en els itineraris de passeig, recrear el camí embrostat cap a l'estany, organitzar un festival literari…